# Acronychia papuana
Acronychia papuana är en vinruteväxtart som beskrevs av L. S. Gibbs. Acronychia papuana ingår i släktet Acronychia och familjen vinruteväxter. Inga underarter finns listade i Catalogue of Life.